# 1905 en science-fiction
| Années de la science-fiction : 1902 - 1903 - 1904 - 1905 - 1906 - 1907 - 1908    |
| Décennies de la science-fiction : 1870 - 1880 - 1890 - 1900 - 1910 - 1920 - 1930 |

L'année 1905 est marquée, en matière de science-fiction, par les événements suivants.

## Naissances et décès

### Naissances
- 6 janvier : Eric Frank Russell, écrivain britannique, mort en 1978.
- 5 juillet : Günther Krupkat, écrivain allemand, mort en 1990.

### Décès
- 24 mars : Jules Verne, écrivain français, né en 1828, mort à 77 ans.

## Prix
La plupart des prix littéraires de science-fiction actuellement connus n'existaient alors pas.

## Parutions littéraires

### Romans
- Lieut. Gullivar Jones: His Vacation par Edwin Lester Arnold.
- Rêve de Sultane par Rokeya Sakhawat Hussain.

### Nouvelles
- Rêves de sultane par Rokeya Sakhawat Hussain.
- Trois mille ans chez les microbes par Mark Twain.